# Jesse Tafero
Jesse Tafero   (Estats Units d'Amèrica, 12 d'octubre de 1946 - Raiford, 4 de maig de 1990) va ser condemnat per assassinat i executat mitjançant la cadira elèctrica a l'estat de Florida pels assassinats de l'oficial de la patrulla de carretera de Florida, Phillip Black, i de Donald Irwin, un agent del Canadà visitant i amic de Black. Els agents van morir durant una parada de trànsit en la qual Tafero, la seva dona Sunny Jacobs i els seus fills eren passatgers. Després de l'execució de Tafero, el conductor, Walter Rhodes, va confessar que va disparar contra els agents.

## El crim, judici, i execució
Tafero havia estat anteriorment a la presó i estava en llibertat provisional. El matí del 20 de febrer de 1976, els oficials Black i Irwin es van apropar a un cotxe aparcat en una parada de descans per fer un control rutinari. Tafero, la seva dona Sonia "Sunny" Jacobs, els seus dos fills (de 9 anys i 10 mesos) i Walter Rhodes es trobaven dormint a l'interior, Black va veure una pistola a terra dins del cotxe, va despertar els ocupants i va fer sortir del cotxe primer Rodes i després Tafero.
Segons Rhodes, Tafero va disparar tant a Black com a Irwin amb l'arma, registrada legalment per Jacobs, qui havia comprat armes en nom de Tafero ja que aquest no podia obtenir una llicència legalment degut al seu historial, i va deixar als altres al cotxe policial i va fugir del lloc dels fets. Segons Tafero, Rhodes va disparar als oficials i li va lliurar l'arma per poder conduir.
Posteriorment van deixar el cotxe de la policia i van segrestar un home a qui van robar el cotxe. Els tres van ser detinguts després de quedar atrapats en un tall de carretera. Quan van ser arrestats, l'arma es va trobar a la cintura de Tafero. Tanmateix, aquest relat va ser contradit més tard per Rodes i, posteriorment, hi va haver proves suficients per donar suport a dubtes raonables sobre la condemna de Tafero.
Les proves de pólvora van trobar residus a Rodes consistents amb "haver disparat una arma", residus a Tafero consistent amb "manejar una arma impura o recentment disparada, o possiblement disparar una arma", i residu a Jacobs i el seu fill consistent a "haver manipulat una arma bruta o recentment disparada ".
Abans de ser condemnat per assassinat, Tafero havia estat condemnat per intent de robatori i "delictes contra la natura" quan tenia 20 anys. Rhodes va signar un acord de demanda per una sentència reduïda d'assassinat en segon grau a canvi del seu testimoni contra Tafero i Jacobs. En el seu judici, va declarar que Jacobs va disparar primer des del seient del darrere, després Tafero li va treure l'arma i va disparar als dos agents. Més tard, Rhodes va retirar el seu testimoni en tres ocasions, el 1977, el 1979 i el 1982, afirmant que va disparar contra els policies, però finalment va tornar al seu testimoni original.
Tafero i Jacobs van ser condemnats per assassinat i van ser condemnats a pena de mort i Rodes va ser condemnat a tres condemnes a cadena perpètua, sent alliberat el 1994 després de la llibertat condicional per bon comportament. Els nens van ser posats a càrrec dels pares de Sunny Jacobs fins a la seva mort en un accident aeri en 1982. Els nens es van separar i la filla menor de Sunny, Christina, va ser posada en acolliment familiar amb una amiga de Jacobs.
Tafero i Jacobs van continuar la seva relació a través de cartes mentre estaven complint la presó. Com que a Florida no hi havia un corredor de la mort per a les dones, Jacobs va ser reclosa en aïllament durant els primers cinc anys de presó i només va deixar-la sortir una o dues vegades per setmana per fer exercici. Va aprendre ioga per passar el temps i, després de traslladar-se a la població carcerària general, va començar a ensenyar ioga a altres presoners.
Tot i que el jurat havia recomanat una pena de cadena perpètua per a Jacobs, el jutge Daniel Futch, conegut com a "Maximum Dan" per la seva reputació de sentències dures, va imposar la pena de mort. El 1981, el Tribunal Suprem de Florida va commutar la condemna de Jacobs per la cadena perpètua, considerant que Futch no tenia prou bases per anul·lar la recomanació de sentència del jurat.
Tafero havia de ser executat per electrocució. La màquina, batejada com a "Old Sparky", va funcionar malament, provocant que es disparessin flames de sis polzades del cap de Tafero. Un membre de l'equip d'execució havia utilitzat una esponja sintètica en lloc d'una esponja de mar, que és necessària per proporcionar una major conductivitat i una mort ràpida. En total, es van requerir tres sacsejades d'electricitat per executar Tafero, un procés que va trigar set minuts. Més tard, els interns de la presó van afirmar que Old Sparky estava manipulada per fer que l'execució de Tafero fos més semblant a una tortura.

## Seqüeles
El cas va esdevenir una cause célèbre entre els opositors a la pena de mort, que van citar les brutals circumstàncies de l'execució de Tafero com a motius per què s'hauria d'abolir. Rodes no va rebre més presó.
El cineasta Micki Dickoff va fer un drama sobre el cas titulat In the Blink of an Eye, que es va emetre com a pel·lícula de la setmana de l' ABC el 1996. Sunny Jacobs, tot i que no havia estat exonerada, apareix a Els Exonerats, una pel·lícula per a la televisió per cable, emesa per primera vegada a l'antiga cadena de televisió per cable de CourtTV el 27 de gener de 2005.
Quan es va anul·lar la pena de mort de Jacobs l'any 1981, va ser condemnada a cadena perpètua amb una pena mínima obligatòria de 25 anys. El 1992, quan el cas es va revertir en apel·lació, va presentar una suplica per assassinat en segon grau i va ser alliberada a temps. El 2011, Jacobs es va casar amb Peter Pringle, que havia estat exonerat després de ser condemnat per assassinat i condemnat a mort a la República d'Irlanda. (La pena de Pringle va ser commutada per la cadena perpètua, la pena de mort havia estat abolida a la pràctica a Irlanda des del 1954, abolida per assassinat ordinari el 1964 i definitivament abolida per tots els delictes el 1990.)